# Pangium edule
Pangium edule (syn. Hydnocarpus edulis, Hydnocarpus polyandra) je vysoký strom původem z mangrovových bažin jihovýchodní Asie (Indonésie a Papua Nová Guinea). Je to jediný druh rodu Pangium.

## Taxonomie a popis
Je to jediný druh monotypního rodu Pangium v čeledi Achariaceae. Pangium edule je dvojdomý strom. Dosahuje výšky nad 10 metrů. Květy jsou převislé, na dlouhých, hnědých stopkách. Okvětní lístky jsou bělavé až nažloutlé barvy. Květy obsahují mnoho tyčinek. Listy mladých stromů jsou mnohem větší než listy starších stromů. Střídavě uspořádané listy jsou rozděleny na řapík a listovou čepel. Všechny části rostliny jsou jedovaté, avšak plodí chutné a sladké ovoce. Název rodu Pangium byl vytvořen německo-holandským přírodovědcem Georgem Eberhardem na ostrově Ambon v Indonésii.

## Plod
Slovo v názvu "edule" (česky: poživatelný) se odkazuje pouze na plod. Strom produkuje velké ovoce, které je však poživatelné až po fermentaci. Zralé ovoce Pangium edule má tlustou, ale křehkou slupku. Chuť, která připomíná mix manga, ananasu, papáji a kvájávy je velmi sladká. Pangium edule je také v angličtině známé pod názvem “football fruit”, protože tvar plodu připomíná míč na rugby. Ovoce visí individuálně na větvích, vypadá jako pštrosí vejce a váží až 2,5 kg. Ovoce obsahuje více než deset semen ve velikosti kaštanu, která jsou nepravidelně vrstvená. Velké ořechové semeno (3 až 5 cm x 2 cm x 3 cm) váží 15 až 25 g a má měkké bílé jádro, které chutná jako lískový oříšek. Osivo je zvláště ceněné jako Keluak nebo Kepayang v indonéské a malajské kuchyni jako koření.